# Pirma
Pirma – meksykańskie przedsiębiorstwo produkujące obuwie, odzież i akcesoria sportowe, założone w 1990 roku w mieście San Francisco del Rincón (Guanajuato) przez Rafaela Leóna Meléndeza.
Początki firmy sięgają 1987 roku, kiedy to Rafael León Meléndez otworzył w San Francisco del Rincón zakład produkujący podeszwy do butów. W 1990 założył przedsiębiorstwo Pirma-Brasil, które pod koniec lat 90. zmieniło nazwę na Pirma.
W 2013 roku Pirma posiadała 8% udziału w krajowym rynku firm działających w branży odzieży sportowej, zajmując szóste miejsce w Meksyku. W 2023 roku miała blisko 200 sklepów stacjonarnych w całym Meksyku oraz jeden w Chicago (USA). Podczas swojej działalności Pirma otwierała również swoje sklepy w Brazylii, Salwadorze, Gwatemali i Panamie, a także w Kalifornii (USA).

## Kluby

### Aktualne
- Mazatlán FC (od 2020)[5]
- Club Necaxa (2012–2014, od 2020)[6]
- Club Puebla (2013, od 2022)[7]
- Club Fundadores (od 2022)[8]
- CS Herediano (od 2021)[9]

### Byłe
- Querétaro FC (2001–2002, 2006–2011, 2013–2015)[2]
- Club León (2004–2005, 2008–2021)[2]
- Dorados de Sinaloa (2007–2009)[10]
- Estudiantes Tecos (2007–2009, 2012–2014)[11]
- San Luis FC (2012–2013)[12]
- Chiapas FC (2013, 2014–2016)[2]
- Mineros de Zacatecas (2014–2020)[2]
- Tlaxcala FC (2014–2020)[13]
- Monarcas Morelia (2015–2020)[14]
- Loros UdeC (2016–2017, 2019)[15]
- Correcaminos UAT (2017–2019)[16]
- Lobos BUAP (2018–2019)[17]
- Pioneros de Cancún (2019–2020)[18]
- Atlético San Luis (2019–2022)[19]
- Macaé EFC (2012)[20]
- Deportivo Coatepeque (2014–2015)[21]
- CD Real Sociedad (2016)[22]
- Platense FC (2016–2018)[23]
- Juticalpa FC (2017–2018)[24]
- Everton Viña del Mar (2016–2020)[25]
- Guadalupe FC (2018–2019)[26]